# Ebelingia forcipata
Espèce
Synonymes
- Misumenops forcipata Song & Zhu, 1993

Ebelingia forcipata est une espèce d'araignées aranéomorphes de la famille des Thomisidae.

## Distribution
Cette espèce est endémique de Chine. Elle se rencontre au Fujian et au Jiangxi.

## Description
Le mâle holotype mesure 3,30 mm.
Le mâle décrit par Liu, Ying, Fomichev, Zhao, Li, Xiao et Xu en 2022 mesure 2,60 mm et la femelle 3,69 mm.

## Systématique et taxinomie
Cette espèce a été décrite sous le protonyme Misumenops forcipata par Song et Zhu en 1993. Elle est placée dans le genre Ebrechtella par Lehtinen en 2004 puis dans le genre Ebelingia par Liu, Ying, Fomichev, Zhao, Li, Xiao et Xu en 2022.

## Publication originale
- Song, Zhu & Li, 1993 : Arachnida: Araneae. Animals of Longqi Mountain. China Forestry Publishing House, Beijing, p. 852-890.